# دی۳: اردک‌های قدرتمند
دی۳: اردک‌های قدرتمند (انگلیسی: D3: The Mighty Ducks) یا اردک‌های قدرتمند ۳ فیلمی در ژانر کمدی-درام و کمدی به کارگردانی رابرت لیبرمن است که در سال ۱۹۹۶ منتشر شد. این فیلم که در والت دیزنی پیکچرز ساخته و توسط استودیو سینمایی والت دیزنی توزیع گردید، سومین و آخرین قسمت از سه‌گانه اردک‌های قدرتمند است.

## بازیگران
- امیلیو استیوز
- جاشوا جکسون
- جفری نردلینگ
- دیوید سلبی
- جاس آکلند
- الدن هنسون
- مایکل کادلیتز
- کینن تامسون